# پورتوفینو
پورتوفینو (به ایتالیایی: Portofino) یک کومونه در ایتالیا است که در استان جنوا واقع شده‌است.

## خصوصیات
پورتوفینو ۲٫۶ کیلومترمربع مساحت و ۴۹۳ نفر جمعیت دارد و ۴ متر بالاتر از سطح دریا واقع شده‌است.

## خواهرخوانده
شهرهای پالما د مایورکا و Kinsale خواهرخوانده‌های پورتوفینو هستند.